# Tacarigua (Zulia)
Tacarigua es un sector o población del  municipio Simón Bolívar del estado Zulia, Venezuela.

## Ubicación

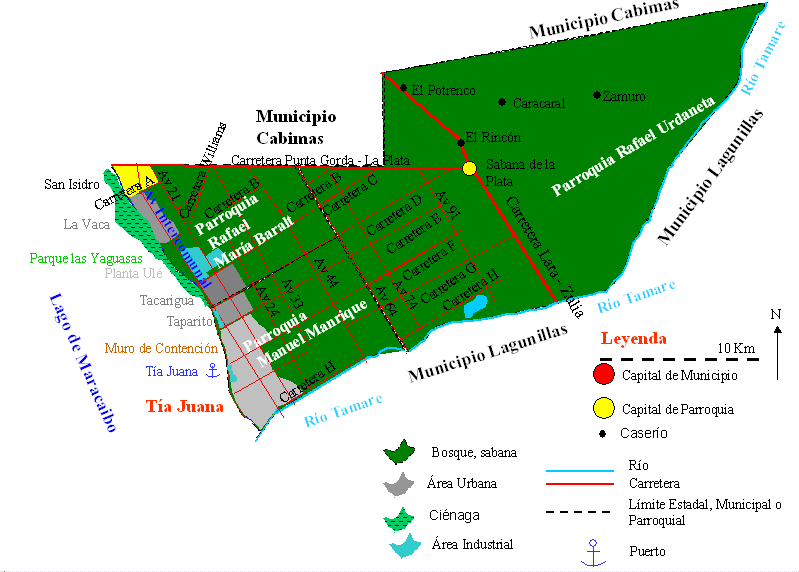
Mapa del municipio Simón Bolívar del estado Zulia, donde aparece la ubicación de Tacarigua

Tacarigua se encuentra al sur de la planta de fraccionamiento de Ulé de Pdvsa Gas y el río del mismo nombre (carretera C), se extiende hasta la carretera 24 al este, al norte de Taparito (carretera D) y el Lago de Maracaibo al oeste. Las Avenidas al este llegan hasta C91 y D92, sin embargo no hay viviendas hasta allí, solo pozos.

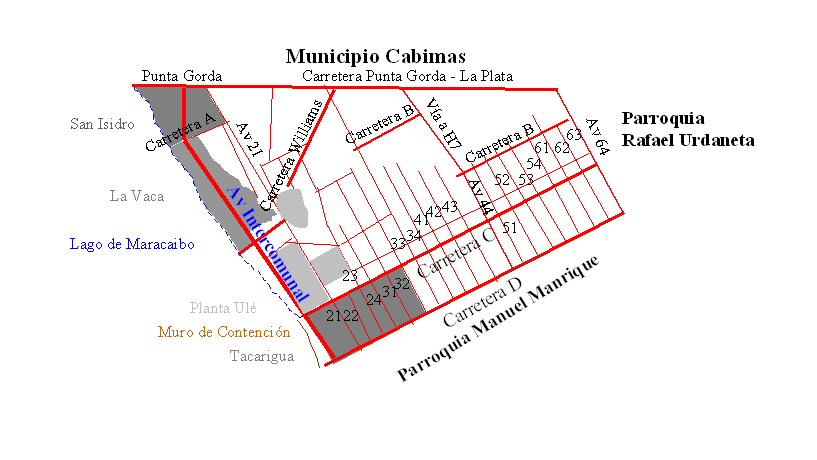
Mapa de la parroquia Rafael María Baralt del municipio Simón Bolívar, donde pueden apreciarse las vías principales de Tacarigua

## Zona Residencial
Tacarigua comienza exactamente al sur del complejo Ulé, que es lo único que la separa de La Vaca, y al norte del campo y Patio de Tanques Taparito, del cual lo separa un río. Originalmente una hacienda, sus terrenos se encuentran bajo el nivel del mar protegidos por el muro de contención. A diferencia de La Vaca que tiene depósitos de materiales y vehículos, Tacarigua tiene una activa vida comercial con tiendas, abastos, talleres y demás que incluso Tía Juana no tiene.

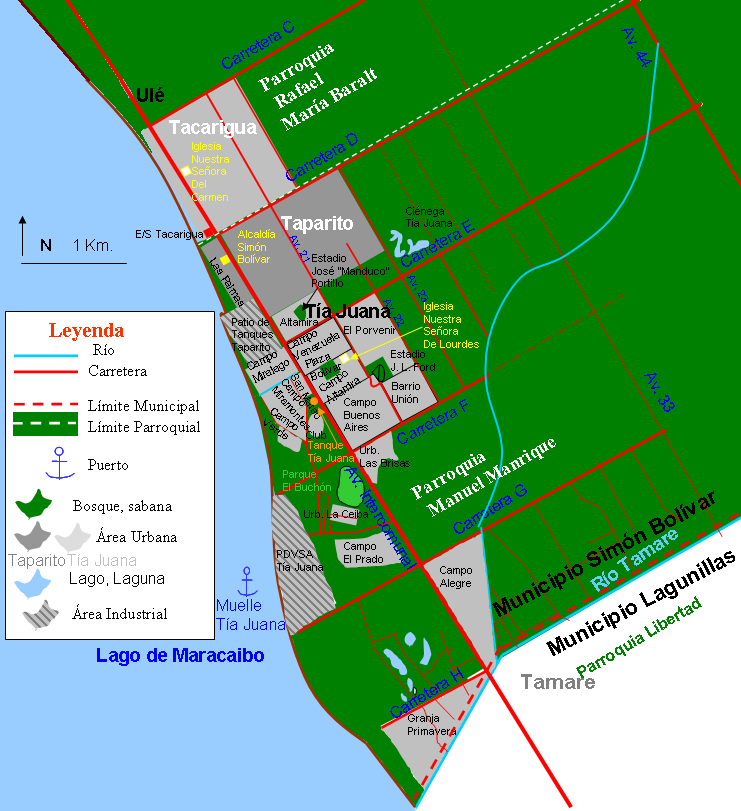
Mapa de Tía Juana, solo se muestran las calles principales y las que sirven de límite a los sectores, existen muchas más calles secundarias, se muestra junto a Taparito y Tacarigua

## Vialidad y transporte
Su vía principal es la Av Intercomunal, las demás suelen estar en mal estado o son de tierra, la carretera D se encuentra en buen estado porque es la ruta segura de escape en caso de inundación así señalada y llega a la carretera Lara - Zulia en la población de La Plata. La línea Cabimas - Lagunillas pasa por la Av Intercomunal, por un tiempo fue una de las pocas líneas cuyos vehículos funcionaron con gas natural del cual se llenaban en la E/S Ulé, actualmente usan gasolina de la E/S Tacarigua. La línea Cabimas - Tía Juana pasa por la avenida Intercomunal.

## Sitios de Referencia
- Complejo Ulé. Serie de estaciones de Bombeo que llevan el petróleo del Lago a Paraguaná (Cardón y Amuay). Entre carreteras B y C.
- E/S Tacarigua, justo en la entrada de la carretera D con Av Intercomunal.
- Iglesia Nuestra Señora del Carmen. Av. Intercomunal